# Verslaafd aan jouw liefde
Verslaafd aan jouw liefde is een lied van de Nederlandse zanger Jeroen van der Boom. Het werd in 2014 als single uitgebracht en stond in 2017 als negende track op het album Dit ben ik.

## Achtergrond
Verslaafd aan jouw liefde is geschreven door René van Mierlo, Sjors van den Eerenbeemt, Jose Abraham Martinez Pascual en Juan Benitez. Het is een nummer uit het genre nederpop en een bewerking van het lied Esclavo de sus besos van David Bisbal uit 2009. In het lied zingt de artiest over een relatiebreuk en hoe hij beseft dat hij eigenlijk niet zonder de liefde van de ander kan; hij is er verslaafd aan. 

## Hitnoteringen
De zangers had succes met het lied in de hitlijsten van het Nederlands taalgebied. Het kwam tot de 39e plaats van de Nederlandse Single Top 100 en stond negen weken in deze hitlijst. De Nederlandse Top 40 werd niet bereikt; het kwam hier tot de elfde plek van de Tipparade. Ook in de Vlaamse Ultratop 50 was er geen notering. Wel bereikte het de 51e positie van de Ultratip 100.